# برايس هاليت
برايس هاليت هو مخرج رسوم متحركة ورسام رسوم متحركة ورسام كارتون كندي، ولد في 1 يونيو 1976 في نورث باي في كندا.

## وصلات خارجية
- برايس هاليت على موقع IMDb (الإنجليزية)